# Spending (Angel)
Spending (dansk) eller Spenting (tysk) er en bebyggelse beliggende nordøst for landsbyen Mårkær i det centrale Angel i Sydslesvig. Stedet hører administrativt under Mårkær kommune i Slesvig-Flensborg kreds i den nordtyske delstat Slesvig-Holsten. I kirkelig henseende hører Spending under Bøl Sogn. Sognet strakte sig over både Strukstrup Herred og Mårkær Herred (Gottorp Amt), da Slesvig var dansk.
Spending er første gang nævnt 1391. Forleddet er en omlydt form af spand. Landsbyen blev nedlagt i senmiddelalderen, måske i pestårene omkring 1350. Da antoniterordenen købte gården Mårkær i 1391 for at oprette Mårkær Kloster, blev Spending kun nævnt som marknavn. Nutidens bebyggelse, der overtog marknavnet, er nyere. Omgivende bebyggelser er Smedegade, Langdel, Paddeborg, Mølmark og Fruelund (tilhørende Rygge kommune).
I Spending findes et renseanlæg for spildevand.